# Doesus taprobacinus
Doesus taprobanicus é uma espécie de coleóptero da subfamília Philinae, com distribuição restrita ao Sri Lanka.